# Gibraltar Football League 2023-24
La Gibraltar Football League 2023-24 fue la quinta edición de la Gibraltar National League y la segunda con el nombre de la Gibraltar Football League. El Lincoln Red Imps fue el campeón defensor.
La temporada empezó el 16 de septiembre de 2023 y finalizó el 12 de mayo de 2024.
Debido a la caída de la liga en la clasificación de coeficientes de la UEFA, esta temporada solo 2 equipos se clasificarán para la Liga Europa Conferencia de la UEFA.

## Sistema de competición
La temporada 2023-24 tuvo un cambio en el formato.  En lugar de jugar una ronda de partidos antes de dividirse, los equipos jugarán entre sí en dos vueltas por un total de 20 partidos esta temporada. Después de la segunda ronda de partidos, los 6 primeros ingresarán al Grupo Campeonato, donde cada equipo juega entre en una vuelta para decidir el campeón de la liga. Sin embargo, el Grupo Desafío ha sido descartado.

## Clubes participantes
| Equipo           | Entrenador        | Capitán             | Marca    |
| ---------------- | ----------------- | ------------------- | -------- |
| Bruno's Magpies  | Nathan Rooney     | Paco Zúñiga         | Macron   |
| College 1975     | Leo Vela          | Jamie-Luke McCarthy | Joma     |
| Europa           | Michele Di Piedi  | Antonio Bello       | Kappa    |
| Europa Point     | Ryan McCarthy     | Martin Falkeborn    | Custimoo |
| Glacis United    | Claudio Racino    | Julio Bado          | Macron   |
| Lincoln Red Imps | Javi Muñoz        | Roy Chipolina       | Givova   |
| Lions Gibraltar  | Adrian Parral     | Antonio Cintas      | Macron   |
| Lynx             | Albert Parody     | Jesse Victory       | Joma     |
| Manchester 62    | Jamie McDonough   | Ethan Santos        | Joma     |
| Mons Calpe       | Juan Marí Sánchez | Christian Fraiz     | Givova   |
| St. Joseph's     | Abraham Paz       | Juanma González     | Legea    |

## Temporada regular

### Clasificación
| Pos. | Equipo           | Pts. | PJ | G  | E | P  | GF | GC | Dif. | Clasificación 2023-24 |
| ---- | ---------------- | ---- | -- | -- | - | -- | -- | -- | ---- | --------------------- |
| 1    | Lincoln Red Imps | 52   | 20 | 17 | 1 | 2  | 63 | 12 | +51  | Grupo Campeonato      |
| 2    | St. Joseph's     | 50   | 20 | 16 | 2 | 2  | 49 | 15 | +34  | Grupo Campeonato      |
| 3    | Bruno's Magpies  | 42   | 20 | 13 | 3 | 4  | 52 | 28 | +24  | Grupo Campeonato      |
| 4    | Mons Calpe       | 29   | 20 | 8  | 5 | 7  | 31 | 28 | +3   | Grupo Campeonato      |
| 5    | Manchester 62    | 28   | 20 | 9  | 1 | 10 | 39 | 41 | −2   | Grupo Campeonato      |
| 6    | Europa Point     | 28   | 20 | 8  | 4 | 8  | 27 | 22 | +5   | Grupo Campeonato      |
| 7    | Lynx             | 27   | 20 | 8  | 3 | 9  | 29 | 31 | −2   |                       |
| 8    | Europa           | 20   | 20 | 6  | 2 | 12 | 25 | 34 | −9   |                       |
| 9    | Glacis United    | 16   | 20 | 5  | 1 | 14 | 21 | 47 | −26  |                       |
| 10   | Lions Gibraltar  | 13   | 20 | 3  | 4 | 13 | 16 | 50 | −34  |                       |
| 11   | College 1975     | 11   | 20 | 3  | 2 | 15 | 21 | 65 | −44  |                       |

Actualizado a los partidos jugados el 14 de abril de 2024.
 Fuente: GFA

## Grupo campeonato

### Clasificación
| Pos. | Equipo               | Pts. | PJ | G  | E | P  | GF | GC | Dif. | Clasificación 2024-25                       |
| ---- | -------------------- | ---- | -- | -- | - | -- | -- | -- | ---- | ------------------------------------------- |
| 1    | Lincoln Red Imps (C) | 65   | 25 | 21 | 2 | 2  | 86 | 15 | +71  | Primera Ronda de la Liga de Campeones       |
| 2    | St. Joseph's         | 63   | 25 | 20 | 3 | 2  | 62 | 16 | +46  | Primera Ronda de la Liga Europa Conferencia |
| 3    | Bruno's Magpies      | 46   | 25 | 14 | 4 | 7  | 55 | 36 | +19  | Primera Ronda de la Liga Europa Conferencia |
| 4    | Europa Point         | 35   | 25 | 10 | 5 | 10 | 32 | 31 | +1   |                                             |
| 5    | Mons Calpe           | 33   | 25 | 9  | 6 | 10 | 37 | 39 | −2   |                                             |
| 6    | Manchester 62        | 29   | 25 | 9  | 2 | 14 | 44 | 64 | −20  |                                             |

Actualizado a los partidos jugados el 12 de mayo de 2024.
 Fuente: Soccerway

## Goleadores
| Pos. | Jugador                | Club             | Goles |
| ---- | ---------------------- | ---------------- | ----- |
| 1    | Juanfri                | Lincoln Red Imps | 17    |
| 2    | Hugo Jesslén           | Europa Point     | 16    |
| 3    | Pablo Rodríguez        | St Joseph's      | 15    |
| 4    | Connor Flynn-Gillespie | Lynx             | 14    |
| 5    | Labra                  | Europa           | 12    |
| 6    | Víctor Villacañas      | Lincoln Red Imps | 10    |
| 7    | Aldair Ruiz            | Manchester 62    | 9     |
| 8    | Facu Álvarez           | FCB Magpies      | 8     |
| 8    | Seba Díaz              | FCB Magpies      | 8     |
| 8    | José Giráldez          | FCB Magpies      | 8     |
| 8    | Tjay De Barr           | Lincoln Red Imps | 8     |
| 8    | Ahmed Salam            | Manchester 62    | 8     |
| 8    | Hugo Bartkowiak        | Mons Calpe       | 8     |